# No Security Tour San Jose (Live 1999)
No Security San Jose (Live 1999) je koncertní album britské rockové skupiny The Rolling Stones, které vyšlo v roce 2018. Album vyšlo jako součást archivované edice From the Vault. Album bylo nahráváno na koncertě v San Jose, kde skupiny vystupovala v rámci turné No Security Tour v roce 1999.

## Seznam skladeb
| Pořadí | Skladba                                  | Délka |
| ------ | ---------------------------------------- | ----- |
| 1.     | "Jumpin' Jack Flash"                     | 3:48  |
| 2.     | "Bitch"                                  | 5:03  |
| 3.     | "You Got Me Rocking"                     | 3:50  |
| 4.     | "Respectable"                            | 3:44  |
| 5.     | "Honky Tonk Women"                       | 4:51  |
| 6.     | "I Got The Blues"                        | 3:48  |
| 7.     | "Saint Of Me"                            | 5:48  |
| 8.     | "Some Girls"                             | 5:07  |
| 9.     | "Paint It Black" a představení skupiny   | 9:00  |
| 10.    | "You Got The Silver"                     | 4:41  |
| 11.    | "Before They Make Me Run"                | 3:57  |
| 12.    | "Out Of Control"                         | 7:22  |
| 13.    | "Route 66" (Bobby Troup)                 | 3:14  |
| 14.    | "Get Off Of My Cloud"                    | 3:18  |
| 15.    | "Midnight Rambler"                       | 12:14 |
| 16.    | "Tumbling Dice"                          | 4:38  |
| 17.    | "It's Only Rock 'N Roll (But I Like It)" | 5:37  |
| 18.    | "Start Me Up"                            | 4:05  |
| 19.    | "Brown Sugar"                            | 7:42  |
| 20     | "Sympathy For The Devil"                 | 8:55  |

## Obsazení

### The Rolling Stones
- Mick Jagger – (zpěv, kytara, harmonika)
- Keith Richards – (kytara, zpěv)
- Ronnie Wood – (kytara)
- Charlie Watts – (bicí)

### Doprovodní členové
- Blondie Chaplin - (doprovodné vokály, perkuse, kytara)
- Lisa Fischer - (doprovodné vokály, zpěv)
- Bernard Fowler - (doprovodné vokály, perkuse)
- Chuck Leavell - (klávesy, doprovodné vokály)
- Darryl Jones - (baskytara, doprovodné vokály)
- Bobby Keys - (saxofon)
- Tim Ries - (saxofon, klávesy)
- Michael Davis - (trombon)
- Kent Smith - (trubka)